# Alejandra Guajardo
Alejandra Guajardo Sada (Cancun, Quintana Roo, Mexico, 17 de novembre de 1995) és una model i reina de bellesa mexicana-salvadoreña, guanyadora de Miss Univers El Salvador 2022. Representarà El Salvador a Miss Univers 2022.
El 13 d'agost de 2022, Guajardo va representar Cabañas a Reinado de El Salvador 2022 i va competir contra 14 finalistes més pels quatre títols en joc a l'auditori de la Fundació Empresarial para el Desarrollo Educativo (FEPADE) de Santa Tecla, El Salvador. Va guanyar el títol de Miss Univers El Salvador 2022 i la va succeir Alejandra Gavidia. Representarà El Salvador a Miss Univers 2022.